# Louis François de Faucher
Pour les articles homonymes, voir de Faucher.
Louis François de Faucher de Champredon dit le « marquis de Faucher », né le 4 février 1715 à Bollène, décédé en février 1795, est un officier de marine français du XVIIIe siècle. Commandant du vaisseau Le Hazard, colonel de la brigade d'artillerie de Toulon, brigadier des armées navales en 1771, chef d'escadre en 1776 et enfin lieutenant général des armées navales en 1786.

## Biographie

### Origines et famille
Louis François de Faucher appartenait à une famille originaire de La Bastide-d'Engras en Languedoc, fixée au début du XVe siècle à Bollène. Certains de ses ancêtres ont occupé de hautes charges à la cour d'Henri II.
Son grand-père avait été conseiller d'ambassade à Rome ; c'est lui que Madame de Sévigné qui goûtait fort de sa compagnie appelait « Faucher le romain ».[réf. nécessaire]

### Carrière dans la Marine royale
Il entre dans la Marine royale et intègre une compagnie de garde de la marine le 26 mars 1734. Il participe à diverses campagnes aux Antilles, sur les côtes d'Amérique, puis du Maroc.
Chevalier de Saint-Louis en 1754, au début de la guerre de Sept Ans. Il se distingue, en 1756 à la prise de Port-Mahon, sur l'île de Minorque. Il est promu au grade de capitaine de vaisseau l'année suivante, en 1757.
En 1764, ses talents d'artilleur lui valent, tout en lui permettant de conserver le commandement de son vaisseau Le Hazard, d'être nommé colonel de la brigade d'artillerie de Toulon. La même année, Louis François de Faucher est chargé de prendre possession de la Corse avec 4 000 hommes. Le succès de cette entreprise lui permet d'être reçu par le Roi et d'obtenir le titre de marquis.
En 1770, il est nommé au commandement en second d'une expédition menée contre Tunis sous les ordres du comte de Broves et est promu brigadier des armées navales en 1771. Il est nommé commandant la brigade de Toulon en 1773.
Le 31 décembre 1777, par provisions signées du Roi et du ministre de la Marine Sartine, il est promu au rang de chef d'escadre, puis à celui de lieutenant général des armées navales en 1786, le plus haut grade après les deux vice-amiraux des flottes du Ponant et du Levant.
En 1786, à l'âge de 71 ans, il consentit à prendre sa retraite avec une pension de 7 000 livres qui est portée, en 1792, à 10 000 livres, à titre de récompense nationale. Engagé à 19 ans, il comptait cinquante-deux années de services, vingt campagnes, onze ans à la mer et avait essuyé trois combats dans les guerres de 1744 et 1756.
Retiré à Bollène, il vit des jours paisibles jusqu'à la Révolution. Il meurt sans alliance en 1795.

## Légende
On raconte encore à Bollène les circonstances de sa mort survenue en février 1795 alors qu'il venait d'entrer dans sa quatre-vingt unième année : un révolutionnaire le croisant dans la rue voulut l'obliger à nouer le lacet d'un de ses souliers ; l'amiral de Faucher indigné refuse, s'effondre et meurt.

### Sources et bibliographie
- Trois Bollénois méconnus édité par l'association pour la conservation du site de Bollène en 1972
- Bollène Magazine, le journal municipal de Bollène
- Georges Lacour-Gayet, La marine militaire de La France sous le règne de Louis XV, Honoré Champion, 1902 (lire en ligne), p. 484